# 三河镇 (瓜德罗普)
三河镇（法語發音：[tʁwa ʁivjɛʁ]）是法国海外省瓜德罗普的一个市镇，属于巴斯特尔区。

## 地理
三河镇（15°58'35"N, 61°38'41"W）面积31.1 平方千米，位于法国海外省瓜德罗普。
与三河镇接壤的市镇（或旧市镇、城区）包括：卡佩斯泰尔贝洛、古贝尔、维约堡。
三河镇的时区为UTC−04:00（大西洋时区）。

## 行政
三河镇的邮政编码为97114，INSEE市镇编码为97132。

## 政治
三河镇所属的省级选区为三河镇县，同时三河镇也是该县的中央投票站所在地。

## 人口
三河镇于2022年1月1日时的人口数量为7519人。